# Cieszynka (broń)

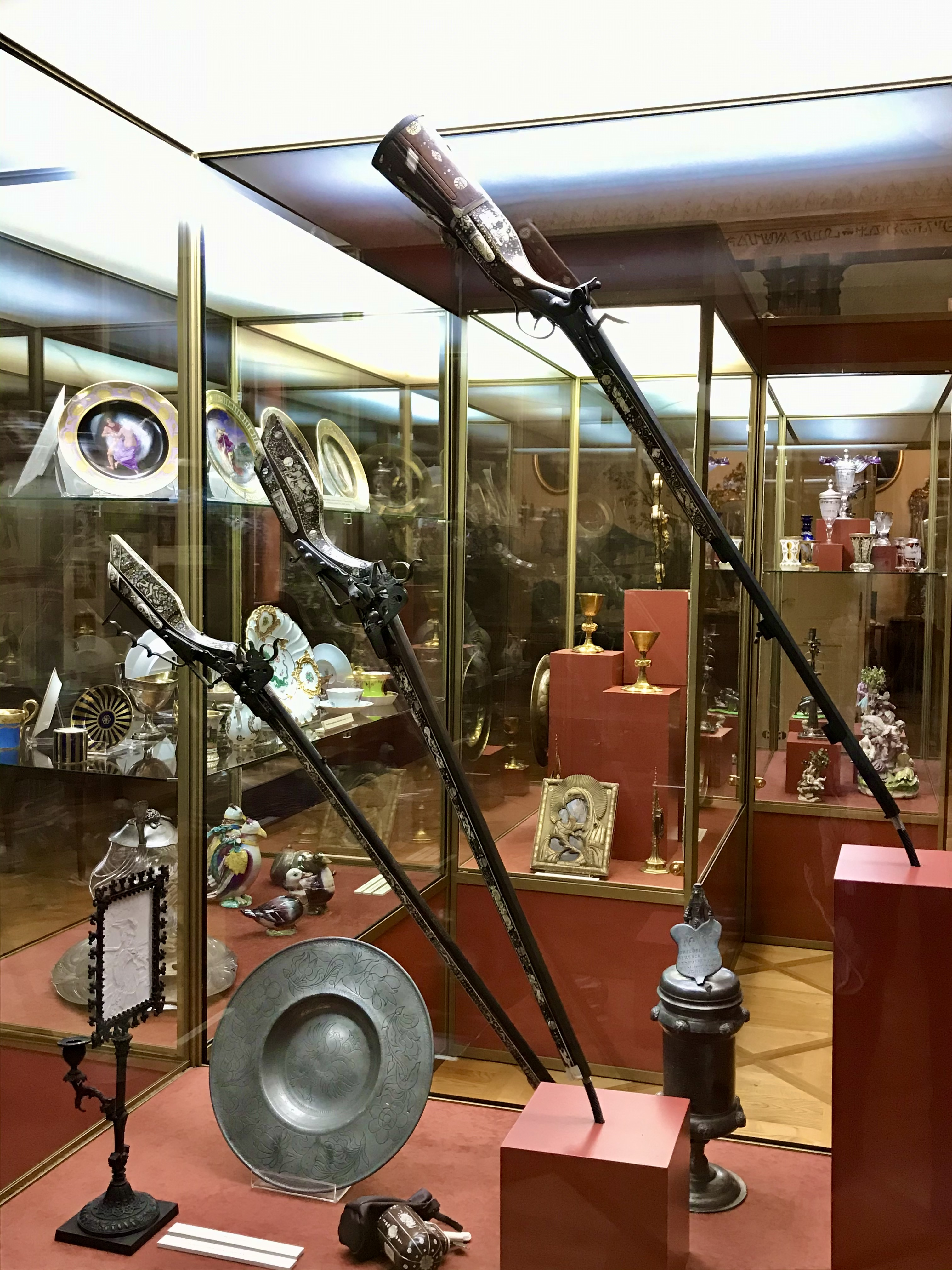
Cieszynki w Muzeum Śląska Cieszyńskiego w Cieszynie

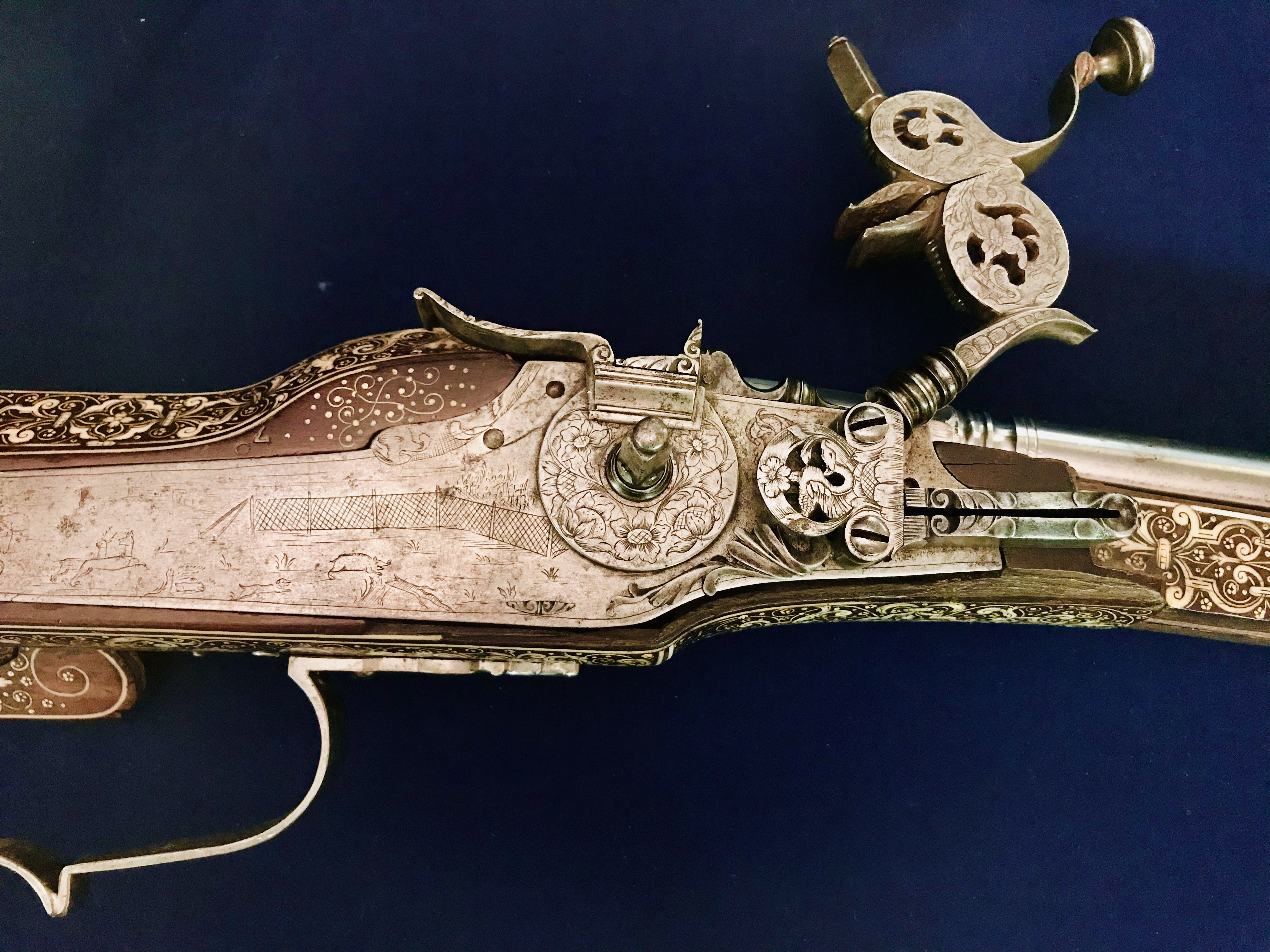
Zamek kołowy cieszynki

Cieszynka – lekka, małokalibrowa strzelba myśliwska przeznaczona do polowań na siedzące ptactwo (stąd zwana też ptaszniczką), produkowana w Cieszynie od drugiej połowy XVI wieku.
Charakteryzuje się ona bogatym zdobieniem łoża przy pomocy intarsji i inkrustacji masą perłową, rogiem i mosiądzem, kolbą w kształcie „sarniej nóżki”, gwintowaną lufą oraz specjalną konstrukcją zamka kołowego (zamek kurlandzki). Cieszynki produkowało kilkudziesięciu rusznikarzy zebranych w cech z przeznaczeniem dla bogatych odbiorców.

## Opis
Cieszynka należy do małokalibrowych strzelb ptaszniczych wytwarzanych od XVI wieku w Cieszynie. Jest to ręczna broń palna, z której strzelano przykładając kolbę do twarzy. Była bardzo lekka, a pod względem celności i donośności pocisków nie ustępowała innym rodzajom broni. Wyróżnia ją nie tylko kolba w kształcie sarniej nóżki, ale też bogata dekoracja w tak zwanym stylu cieszyńskim. Polegała ona głównie na gęstej inkrustacji łóż oraz kolby kością (rzadziej kością słoniową), rogiem jelenim, masą perłową, drutem mosiężnym a czasem też małymi szkiełkami imitującymi drogie kamienie. Motywami zdobniczymi były zwierzęta, fantastyczne stwory, sceny myśliwskie, rzadziej sceny religijne na przykład walka Samsona z lwem. Zdobiono także lufy, poprzez rytowanie i złocenie lub rytowane nakładki mosiężne. Istnieją jednak cieszynki, których łoża lub kolby nie są zdobione. Były to egzemplarze dla biedniejszych odbiorców lub przeznaczone na broń wojskową.
Cieszynka posiada specyficzny mechanizm zapalający – jest nim zamek kołowy. Proch zapala się przy pomocy koła z hartowanej stali, które kręcąc się dotyka do powierzchni pirytu powodując krzesanie iskier. Z powodu swojej skomplikowanej budowy zamek kołowy produkowany był przez cech ślusarzy-zameczników. Łoża często wykonywali i zdobili szyftarze, ale również sami rusznikarze. Nie ma w archiwaliach wzmianki na temat produkcji luf, które prawdopodobnie sprowadzano. Ostatnim rzemieślnikiem, który dopasowywał wszystkie części strzelby był rusznikarz. Korzystano też z pomocy złotników, grawerów, kowali, mosiężników czy stolarzy. W stylu cieszyńskim zdobiono również innego rodzaju broń to jest flinty, pistolety, arkebuzy, a także prochownice. Cech w Cieszynie założono w 1590 roku. Rzemieślnikami przebywającymi w tym czasie na terenie Cieszyna byli głównie Niemcy, Czesi oraz Polacy.

### Czarna cieszynka
Tak zwane czarne cieszynki to broń, która była przeznaczona dla wojska. Była ona pozbawionych zdobień i skromniejsza w formie a przez to też tańsza w wykonaniu. W związku z tym (nikt nie dbał o nie tak jak o broń ze zdobieniami) oraz w wyniku zniszczeń w trakcie walk tych egzemplarzy zachowało się niewiele. Choć mały kaliber i siła ognia tej cieszynki nie sprawiały, że mogłaby konkurować np. z muszkietem, to ze względu na jej dostępność wynikająca z lokalnego wytwarzania, to broń ta była stosunkowo popularna ze względu np. na: celność, zasięg, także niska waga i jak się okazuje niegłośny wystrzał. W wieku XVII stanowiła wyposażenie jabłonkowskich Wybrańców (oddział broniący Szańców Jabłonkowskich), a także Wałachów w czasie wojny trzydziestoletniej oraz węgierskich powstańców w walkach odbywających się u progu wieku XVIII. Oprócz tego czarna cieszynka służyła eskortom karawan kupieckich oraz zbójnikom, z których najbardziej znany był Ondraszek.

## Historia
Początki wykonywania cieszynki sięgają XVI i dotyczą dwóch źródeł: notatce z 1580 roku z Prudnika, która świadczy o tym, że w tym mieście wyrabiano strzelby w stylu cieszyńskim oraz informacja dotycząca istnienia cieszynki z wygrawerowana na  łożu datą 1573 (rok powstania). Przyjmuje się, że pierwszym rusznikarzem z Cieszyna, z początku XVI wieku był Jerzy Puszkarz. Nie ma jednak pewności co do tego, czy wykonywał cieszynki. Podobna sytuacja dotyczy końca XVI wieku, gdy pewne było, że 1577 roku na terenie miasta było zarejestrowanych dwóch rusznikarzy, bez pewności czym się zajmowali oraz tego jak się nazywali. Z 1590 roku pochodzą zapisy mówiące o tym, że w Cieszynie istniał cech rusznikarzy, z których potwierdzonych było czterech rzemieślników. Cieszyński cech rzemieślniczy rusznikarzy ograniczał możliwość kształcenia przez mistrza rzemiosła tylko jednego, którego najbardziej wymagającym, ostatnim zadaniem w ramach egzaminu mistrzowskiego pozwalającego na zdobycie tytułu czeladnik było wykonanie cieszynki. Wymogi, które uczeń musiał spełni, aby egzamin został zaliczony, to m.in. oddanie celnego strzału z odległości ok. 75 metrów, a oceniano też bogactwo zdobień, rodzaj zastosowanych materiałów.
Przełomem w procesie powstawania cieszynki był najpewniej rok 1595, kiedy to do miasta wraz z dworem księżniczki cieszyńskiej Elżbiety kurlandziej (Kurlandia - to obecne tereny Łotwy) przybył rusznikarz nazywający się Jerzy Kurlandzki. Ten rzemieślnik jest podawany jako osoba, dzięki której cieszynka posiada cechę charakterystyczną - zamek kurlandzki. Inny równie charakterystyczny element jest związany ze zdobieniami - florystycznym motywem kwiatu cieszynianki (Cieszynianka wiosenna, to roślina endemiczna, kwitnąca wiosną, m.in. w Cieszynie). Ten motyw zdobniczy pojawił się wraz z okresem gdy sam kwiat zaczął występować w Cieszynie - czyli okresie wojny trzydziestoletniej (1618-1648). Zdobnictwo broni było związane z rzemiosłem, które zanikło - tą częścią wytwarzania cieszynki zajmowali się kiedyś tzw. szyftarze, którzy oprócz zdobienia zajmowali się całym procesem przygotowania łoża strzelby.
Po roku 1730 zaprzestano produkcji cieszynek na większą skalę, co wynikało z powodu ich archaicznej konstrukcji. W okresie III. rozbioru Polski (1795 rok) brak jest zapisów kronikarskich dotyczących cieszynek, co może świadczyć o zaniku ich wytwarzania. 
Wśród twórców cieszynek, ważną postacią był Jan Waligóra, którego monogram "IW" jest rozpoznawalny na wielu strzelbach, które obecnie stanowią eksponaty w muzeach na całym świecie. Kolejni rusznikarze, którzy tworzyli cieszynki mieszkali i pracowali przy ulicy Głębokiej w Cieszynie swoje warsztaty mieli znani cieszyńscy rusznikarze wykonujący cieszynki: Jan Kaliwoda I, Jan Kaliwoda II zwany także młodszym oraz Wilhelm Kaliwoda. Niedaleko ich dawnego warsztatu, przy tzw. Izbie Cieszyńskich Mistrzów (Cieszyn, Stary Targ 2), swoją pracownie posiada Jerzy Wałga - artysta-rzemieślnik, który jako jedyny tworzy nowe i rekonstruuje stare cieszynki. Jerzy Wałga w doskonały sposób odtworzył proces powstawania cieszynki, dzięki czemu jego cieszynki (których wykonał do 2025 roku ok. 60 sztuk) są uznawane oryginalne strzelby (a nie za repliki broni), które nie odbiegają od pierwowzoru. Jego kunszt i warsztat pozwalający na odtworzenie broni zgodni z tradycją został potwierdzony w latach 80. przez specjalna komisję, która orzekła, że wykonana przez niego strzelba może nosić miano autentyku.
23 maja 2014 roku rusznikarstwo cieszyńskie zostało wpisane na Krajową Listę Niematerialnego Dziedzictwa Kulturowego, jako "Rusznikarstwo artystyczne i historyczne – wyroby według tradycyjnej szkoły cieszyńskiej", wraz z uzasadnieniem, że stanowi ono "istotną część kultury artystycznej Śląska Cieszyńskiego, a bogate tradycje związane z tym rzemiosłem wpisują te rzadko spotykane już dziś umiejętności w poczet najważniejszych dokonań w tym regionie".

## Cieszynka jako eksponat
Obecnie cieszynki są jednymi z najbardziej poszukiwanych przez kolekcjonerów obiektów dawnej broni. W muzeach i kolekcjach na całym świecie zachowało się ich około 300 sztuk. Muzeum Śląska Cieszyńskiego w Cieszynie posiada cztery egzemplarze. Pierwsza strzelba została wykonana przez Jana Kaliwodę ok. 1640 roku. Zdobienia z kości i masy perłowej układają się we wzór wyobrażający biblijna walkę Samsona z lwem (na kolbie) oraz motywy roślinne i zwierzęce (występujące na całej długości). Druga strzelba pochodząca z pierwszej połowy XVII wieku jest autorstwa Jana Kałuży. na jej kolbie widnieją elementy ozdobne wykonane prawdopodobnie poroża jelenia: lew, jeleń i zające. Na łożu i kolbie jest też wykonana plecionka z serc. Trzecia cieszynką jest broń pochodząca z XVII, u której nie udało się ustalić autora. Na jej kolbie z jednej strony znajduje się postać człowieka otoczonego przez zwierzęta, a po drugiej stronie widnieje mitologiczny jednorożec. Czwarta z cieszynek została wykonana przez Jana Badurę i wyróżnia się lufą zdobiona kością i masa perłową oraz motywem zdobniczym w postaci jelenia, owiec, biegnących psów i motywów roślinnych.
Wiele muzeów z tych, które posiadają kolekcje broni, często mają też w posiadaniu cieszynki. Wśród nich jest m.in. Metropolitan Museum w Nowym Jorku. Cieszynkę posiada również Magyar Nemzeti Museum w Budapeszcie, która zawiera inskrypcję litery: E.L.H.Z.T. (Elisabetha Lucretia Herzogin zu Teschen).wyrytą na plakietce na policzku, obok orła piastowskiego, co wskazuje, że była własnością Elżbiety Lukrecji - księżnej cieszyńskiej z linii Piastów.
Szwedzkie muzea posiadają duże kolekcje cieszynek, co jest związane m.in. z faktem, że pod koniec wojny 30-letniej magistrat cieszyński zlecił wykonanie 39 cieszynek, z których większość została przekazana Szwedom jako podarunek. 20 cieszynek stanowi obecnie kolekcję królewskiej zbrojowni w Sztokholmie, w tym i strzelba autorstwa Jana Kaliwody, która była własnością królowej Szwecji Krystyny Wazówny.

## Proces tworzenia cieszynki
Obecny czas wykonania pojedynczej sztuki cieszynki trwa od 3 do 4 miesięcy i przedstawia się następująco:
- wybór odpowiedniego drewna, którego wilgotność nie przekracza 15%. W większości przypadków tym drewnem jest grusza.
- wyrysowanie konturu łoża o długości około 1100 mm i wycinanie wg wzoru
- wstępne bejcowanie drewna w celu uzyskania odpowiedniego koloru
- modelowanie kształtu i przygotowanie podłoża pod inkrustowanie
- wykonanie wnęki pod montaż lufy i rowka pod pobojczyk (rodzaj stempla do ubijania prochu w lufie)
- wykonanie miejsca na szufladkę, na piryt (krzesiwo)
- obróbka łoża od strony policzka oraz kolejne modelowanie i przygotowanie pod inkrustowanie
- przygotowanie elementów inkrustacyjnych i zdobniczych oraz umieszczenie ich w przygotowanych wcześniej zagłębieniach
- przygotowanie metalowego uchwytu na trzy palce, w tym zdobienie, grawerunek
- wycięcie blachy zamkowej, w której będą umieszczone elementy zamka kołowego i przygotowanie miejsca pod nią w łożu cieszynki
- wykonanie elementów zamka kołowego: koguta, mechanizmu blokującego i zamykającego zasuwki panewki, sprężyny zewnętrznej, koła, hartowanie i wychładzanie poszczególnych elementów zamka
- wykonanie kabłąka i poddanie go trawieniu kwasem lub grawerowaniu,
- wykonanie elementu zamka, który przenosi moment obrotowy z osi głównej na panewki
- usytuowanie lufy w łożu strzelby

## Umiejętności rzemieślnicze
W proces tworzenia cieszynki wymagany jest szereg umiejętności i o ile w pierwszych wiekach powstawania cieszynek można było liczyć na podzielenie pracy wśród różnych rzemieślników, to w wraz z upływem czasu stawało się to coraz trudniejsze. Do umiejętności i rodzajów rzemiosła, które były niezbędne w trakcie wykonywania cieszynki, niezbędne były znajomość/umiejętność: 
- metalurgii – dziedziny nauki zajmującej się metalami w zakresie m.in. obróbki, odlewnictwa, metaloznawstwa, ekstrakcji, metaloplastyki, recyklingu[9].
- grawerowania – techniki, która pozwala na trwałe zdobienie różnego rodzaju powierzchni metalowych[10]
- ornamentyki – w przypadku cieszynki ornamentykę stosuje się gdy nie ma możliwości grawerunku i jest ona wykonywana w procesie trawienia metalu za pomocą kwasu azotowego[3]
- inkrustowania – łączenia różnych materiałów w celu uzyskania założonej wartości estetycznej[8].
- intarsji – łączenia rodzajów drewna o różnych kolorach i rysunkach na usłojeniu[8].
- ślusarstwa – umiejętności wytwarzania i naprawy wyrobów metalowych[11]
- obróbki cieplnej – która w zakresie zwykłej obróbki cieplnej obejmowała takie rodzaj jak: nagrzewanie, wygrzewanie, chłodzenie, studzenie, oziębianie, wychładzanie, wyżarzanie, hartowanie, odpuszczanie, przesycanie, starzenie[12].

## Trivia
W IV księdze "Pana Tadeusza" można znaleźć fragment który odnosi się do cieszynki, która była określana jako "ptayszna", "ptaszynka" lub "ptaszniczka":
"A co? krzyknął Asesor kręcąc strzelba rurą,
A co fuzyjka moja? góra nasi, górą!
A co? fuzyjka moja? niewielka ptaszyna,
A jak się popisała? to jej nie nowina,
Nie puści ona na wiatr żadnego ładunku,
od ksiażęcia Sanguszki mam ją w podarunku.".
W 2023 roku Zamek Cieszyn  otworzył w Cieszynie Szkołę Rzemiosł (w 2024 roku projekt miał swoja kontynuację i nowy nabór), w ramach której można było nabyć wiedzę i doświadczenie w sześciu wybranych rzemiosłach, w tym i w rusznikarstwie, w warsztatach prowadzony przez mistrza Jerzego Wałgę.
Na kanale You Tube jest dostępnych kilka filmów, który przybliżają postać Jerzego Wałgi i tajniki jego pracy w warsztacie rusznikarskim (linki w przypisach: 
- "Akademia Tradycyjnego Rzemiosła - Jerzy Wałga"[15]
- "Człowiek, który pielęgnuje tradycję cieszyńskich rusznikarzy"[16]
- "Z wizytą w pracowni Jerzego Wałgi"[17]

W 2023 roku na północno-wschodniej elewacji bloku mieszkalnego przy ul. Kamienna 1, powstał mural przedstawiający cieszynkę p.n. "Cieszynka" wykonany przez Martę Zmorską na podstawie projektu graficznego Agnieszki Krasickiej. Mural powstał w ramach Budżetu Obywatelskiego Cieszyna, jako jeden z czterech murali wykonanych, w ramach projektu "Murale po cieszyńsku"..